# 中村和雄 (バスケットボール)
中村 和雄（なかむら かずお、1940年12月4日 - ）は、日本のバスケットボール指導者である。鶴鳴女子高校、共同石油（後のENEOSサンフラワーズ）、浜松・東三河フェニックス（後の三遠ネオフェニックス）などの監督・ヘッドコーチを歴任し、全国優勝に導いた。またバスケットボール女子日本代表、秋田ノーザンハピネッツ、新潟アルビレックスBBのヘッドコーチも務めた。退任後、秋田県体育協会のゼネラル・アドバイザーとして秋田県のスポーツ振興に取り組む。
渋谷センター街バスケットボールストリートの入り口には、中村の座右の銘である「心をこめて」という言葉が刻まれたモニュメントが設置されている。また日本工学院八王子専門学校が主催する高校バスケットボールの大会「KAZU CUP」は、中村の名前を由来としている。

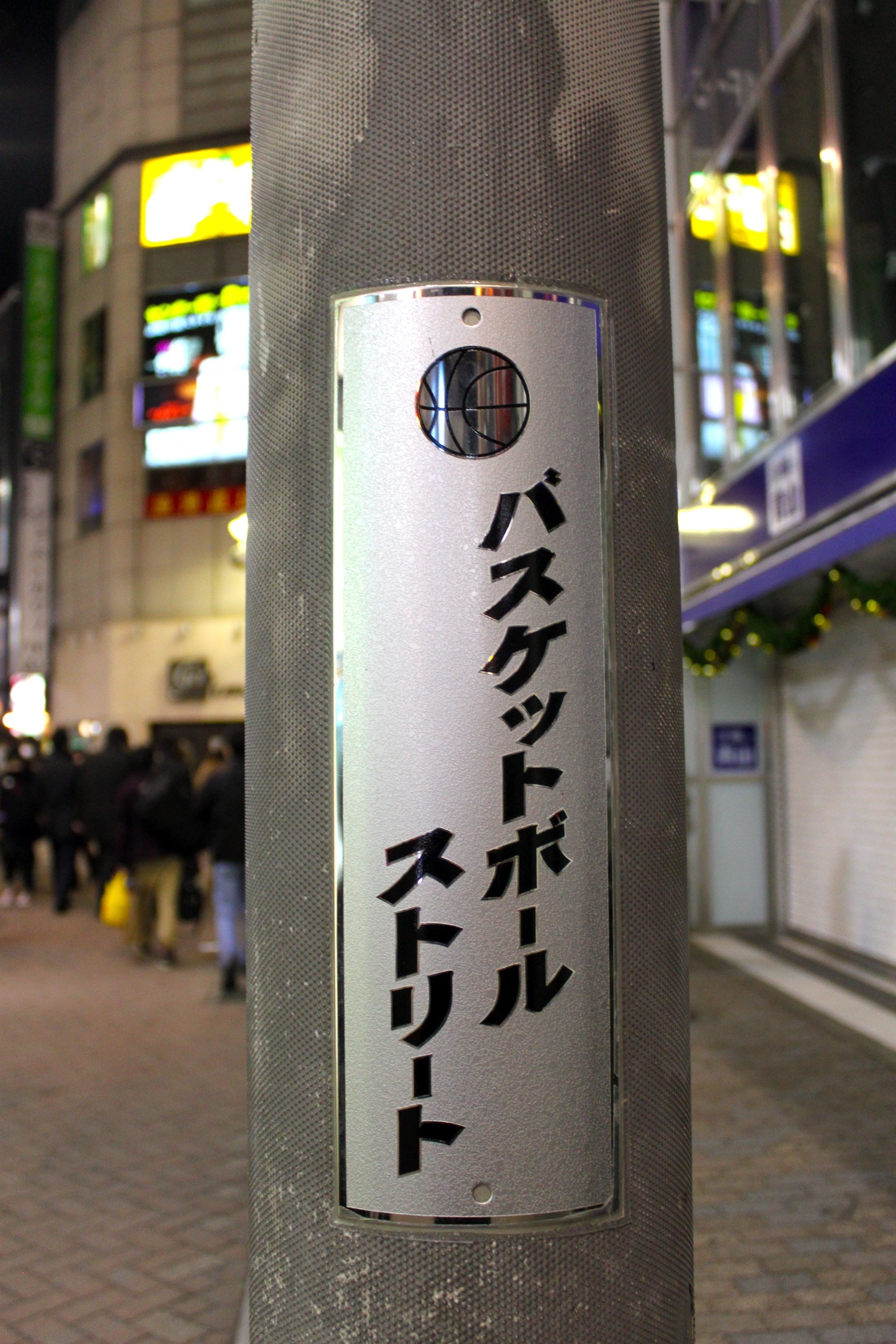
バスケットボール・ストリート

## 来歴
1940年、秋田県男鹿市船越に生まれる。船越中学1年からバスケットボールを始め、秋田高校、芝浦工業大学では主将を務め活躍。
卒業後、鉄興社（現在の日本重化）、秋田いすゞ自動車（現在の横浜ギガスピリッツ）でバスケットボールを続け、指導者を目指す。
1966年、鶴鳴女子高校に赴任。1972年には春の選抜、インターハイ、国体で優勝し、史上初となる3冠を達成した。
1974年、実業団リーグの共同石油の監督に就任。2年後には日本リーグ昇格。4年後には初タイトルを獲得し、1992年までの在任期間中日本リーグ6回、オールジャパン5回優勝の強豪に築き上げた。
その間、1979年から1981年と1985年から1990年までの2度、全日本女子の監督も務めた。
1995年、秋田経済法科大学の監督に就任。
1998年、オーエスジーフェニックスの監督に就任。1999年の実業団大会優勝及び日本リーグ2部昇格、1999-2000シーズン2部優勝へ導く。
浜松・東三河フェニックスとしてbjリーグ転籍後も引き続き指揮を執る。2009-2010シーズンは最優秀コーチを受賞。初優勝に導く。翌2010-2011シーズンも優勝し連覇、最優秀コーチも2年連続受賞したが、同年退任。
直後、出身地の秋田を本拠地とする秋田ノーザンハピネッツHCに就任。2013-2014シーズンにはチームを初のファイナルに導くも、同シーズン限りで退任した。
2015年6月、新潟アルビレックスBBのヘッドコーチに就任。2016年5月、退任。
2018年現在、秋田県でアマチュアの指導にあたっている他、解説者、CNAスポーツコンテンツアドバイザーとして活躍している。

## 著書
- 『攻撃バスケットボール―技術と練習法』（1987年、成美堂出版）
- 『心をこめて』（1989年、スポーツイベント）

## 参考資料
1. ↑  “東京・渋谷に“中村語録”登場　モニュメント除幕”. 秋田魁新報. (2012年9月25日)
2. ↑  “八王子で高校バスケ「KAZU CUP」－全国の強豪チームが集結”.   八王子経済新聞 (2013年3月25日). 2013年6月15日閲覧。
3. 1 2 3  『攻撃バスケットボール―技術と練習法』（1987年、成美堂出版）著者略歴より。
4. ↑  “中村ＨＣ秋田へ、ｂｊ連覇浜松退団” (2011年5月24日). 2011年5月24日閲覧。
5. ↑  “ヘッドコーチ契約満了のお知らせ”.   秋田ノーザンハピネッツ (2014年6月30日). 2014年7月4日閲覧。
6. ↑  “中村和雄氏とヘッドコーチ契約合意のお知らせ”.   新潟アルビレックスBB (2015年6月2日). 2015年6月2日閲覧。